# 吉野義子
吉野 義子（よしの よしこ 1915年7月13日 - 2010年12月6日）は、俳人。台湾台北市に生まれる。父は言語学者の小川尚義。幼時に母方の伯父の養女となり、愛媛県松山市にて育つ。県立松山高等女学校（現松山南高等学校）を経て、1933年、同志社大学英文科に入学。1934年、結婚のため中退。当初は詩を作っていたが、1947年に俳句に転向。1948年、「濱」に入会、大野林火に師事。1954年、「濱」同人。1972年、濱同人賞受賞。1979年、「芭蕉の精神を基盤とした叙情を継承する」として「星」を創刊・主宰。2001年、『流水』により第1回俳句四季大賞受賞。2003年、「星」終刊。代表句に「むらさき着て掌にあたたむる龍の玉」など。国際俳句交流会の理事なども務め国際的にも活躍。俳人協会名誉会員。
2010年、95歳で死去。

## 著書
- くれなゐ（1956年）
- はつあらし（1971年）
- 鶴舞（1976年）
- 吉野義子集（1983年）
- 花真（1984年）
- HAIKU　SAKURA（1992年）
- budding sakura(2000年）
- 流水（2000年）
- Tsuru（2001年）
- むらさき（2003年）